# Leif Johansen
Pour les articles homonymes, voir Johansen.
Leif Johansen est un économiste norvégien né le 11 mai 1930 et mort le 29 décembre 1982. Il étudie auprès notamment de Ragnar Frisch et Haavelmo. 

## Biographie
Dans le contexte des controverses sur la croissance, le capital et les fonctions de production, il a inventé le modèle putty-clay (terme forgé plus tard par Edmund Phelps) où les proportions dans lesquelles le capital se combine avec les facteurs variables (notamment le travail) peuvent être librement choisies lors de l'investissement, mais sont fixées ensuite. Il s'agit en ce sens d'une synthèse entre les modèles sans substituabilité (fonction de production Leontief) et les modèles où la substitution est possible même 'ex post' (par exemple sous les formes Cobb-Douglas et CES utilisées notamment par Solow dans son modèle de 1956).

## Publications
- Johansen, L. (1959). Substitution versus Fixed Production Coefficients in the Theory of Economic Growth: A Synthesis. Econometrica 27(2), 157-176. (https://www.jstor.org/stable/1909440)